# 漕盈路駅
座標: 北緯31度9分44.4秒 東経121度5分30.5秒 / 北緯31.162333度 東経121.091806度
漕盈路駅（そうえいろえき）は中華人民共和国上海市青浦区に位置する上海地下鉄17号線の駅である。

## 駅構造
1面2線島式ホームで
地下駅

## 駅周辺
漕盈路バスターミナル　漕盈路公交枢纽站

## バス路線
上海市
・青安线         安亭汽车站←→漕盈路站
・青金线         金泽汽车站←→漕盈路站
・虹桥枢纽6路  虹桥西交通中心←→漕盈路站
・上青线        上海南站 ←→漕盈路站
・青小线    老松蒸公路小蒸←→漕盈路站
・青蒸线    老朱枫公路蒸淀←→漕盈路站
・松青线      松江汽车东站←→漕盈路站
・青商线       商榻汽车站←→漕盈路站
・青金线新池村     新池村←→漕盈路站
・青枫专线     枫泾枢纽站←→漕盈路站

・青浦13路    新桥路久业路←→漕盈路站
・青浦5路     秀源路崧润路←→漕盈路站
・青浦24路      白鹤汽车站←→漕盈路站
・青浦23路    新赵路建屯路←→漕盈路站
・1509路    盈朱路河家埭村←→漕盈路站
・青浦15路   珠湖路课植园路←→漕盈路站
・青浦30路 盈港东路嘉松中路←→漕盈路站
・青浦2路        汇金路站←→漕盈路站
昆山市
・昆山C3路
・昆山C11路
・昆山C5路

## 歴史
- 2017年12月30日 - 開業。

## 隣の駅
上海軌道交通
■17号線
青浦新城駅 - 漕盈路駅 - 淀山湖大道駅